# Pravi detektiv (2. sezona)
Druga sezona televizijske serije Pravi detektiv, američke kriminalističke drame čiji je autor Nic Pizzolatto, svoju je premijeru imala 21. lipnja 2015. godine na kabelskoj mreži HBO. U drugoj sezoni glavne uloge imali su Colin Farrell, Rachel McAdams, Taylor Kitsch, Kelly Reilly i Vince Vaughn. Kao i prva, druga se sezona sastoji od ukupno osam nastavaka, a s prikazivanjem je izvorno završila 9. kolovoza 2015. godine.
Radnja druge sezone serije odvija se u Kaliforniji, a prati isprepletene priče policijskih službenika iz triju različitih odjela. Kada policajac i ratni veteran Paul Woodrough (Kitsch) pronađe leš korumpirana gradskoga službenika Bena Casperea, detektiv policijskoga odjela gradića Vinci, Raymond Ray Velcoro (Farrell) i narednica šerifova ureda okruga Venture, Antigona Ani Bezzerides (McAdams) započinju istragu ubojstva. Istodobno, bivši kriminalac Francis Frank Semyon (Vaughn) pokušava ozakoniti svoj posao uz pomoć supruge Jordan (Reilly) ulaganjem u projekt željeznice koji je nadgledao Caspere. Međutim, zbog Caspereova ubojstva, Semyon je izgubio sav svoj uloženi novac pa započinje samostalnu istragu.

## Glumačka postava

### Glavni likovi
- Colin Farrell kao detektiv Raymond Ray Velcoro, policajac s mafijaškom povezanosti koji vodi bitku između odanosti svojim korumpiranim nadređenima u policiji i mafijašu pod čijom se patronažom nalazi.
- Rachel McAdams kao detektivka i narednica Antigona Ani Bezzerides, agentica šerifovog ureda okruga Venture koju muče osobne stvari povezane s njezinom obitelji i ovisništvom o kocki i alkoholu.
- Taylor Kitsch kao policajac Paul Woodrugh, službenik i ratni veteran koji je neko vrijeme radio za vojnog privatnika zbog čega je postao umiješan u ratne zločine.
- Kelly Reilly kao Jordan Semyon, supruga Franka Semyona koja se istodobno mora boriti ne samo s vlastitim životnim izborima, nego i s Frankovim.
- Vince Vaughn kao Francis Frank Semyon, kriminalac i poduzetnik koji bi mogao izgubiti životno bogatstvo nakon što je leš njegova partnera pronađen uz autocestu.

### Sporedni likovi
- Ritchie Coster kao gradonačelnik Austin Chessani
- Christopher James Baker kao Blake Churchman
- Afemo Omilami kao policijski upravitelj Holloway[1]
- Michael Irby kao detektiv Elvis Ilinca[2]
- Leven Rambin kao Athena Bezzerides[3]
- Abigail Spencer kao Gena Brune
- Lolita Davidovich kao Cynthia Woodrugh[4]
- James Frain kao poručnik Kevin Burris[5]
- Riley Smith kao Steve Mercer[6]
- Adria Arjona kao Emily[7]
- Michael Hyatt kao Katherine Davis[8]
- Yara Martinez kao Felicia[9]
- Christian Campbell kao Richard Brune[10]
- Jon Lindstrom kao Jacob McCandless[11]
- Emily Rios kao Betty Chessani[12]
- Vinicius Machado kao Tony Chessani
- Ronnie Gene Blevins kao Stan[12]
- Timothy V. Murphy kao Osip Agranov[12]
- C. S. Lee kao Richard Geldof, državni odvjetnik[13]
- Chris Kerson kao Nails[1]
- Rick Springfield kao dr. Irving Pitlor[14]
- Ashley Hinshaw kao Lacey Lindel[15]
- W. Earl Brown kao detektiv Teague Dixon[16]
- David Morse as Eliot Bezzerides, Anin otuđeni otac[16]
- Gabriel Luna kao Miguel Gilb[17]
- Fred Ward kao Eddie Velcoro

## Epizode
| 2-01 (9) | "The Western Book of the Dead" | Justin Lin       | Nic Pizzolatto                | 21. lipnja 2015.  |
| U izmišljenom industrijskom gradiću Vinci (država Kalifornija), gradski službenik Ben Caspere nestaje netom prije predstavljanja planova za građevinske radove u blizini nove brze željezničke linije. Njegov korumpirani poslovni partner, Frank Semyon (Vince Vaugn) prisiljen je sam održati prezentaciju u prisustvu svojih mafijaških kolega. Detektiv policijske postaje Vinci, Ray Velcoro (Colin Farrell) nalazi se u borbi za skrbništvo nad svojim sinom, a koji je možda produkt silovanja njegove bivše supruge (Abigail Spencer) koje se dogodilo godinama ranije. Kroz scenu flashbacka Velcoro je prikazan u razgovoru sa Semyonom u baru, a tijekom kojeg mu Semyon otkriva ime ženina silovatelja. Velcoro je izmoren dugogodišnjom psihološkom patnjom, a također potajno radi za Semyona. Detektivka okruga Venture Antigona "Ani" Bezzerides (Rachel McAdams) nalazi se u raciji ilegalnog bordela za kojeg se ispostavlja da je zapravo legalni pornografski studio, a u kojem nađe svoju sestru Athenu koja radi kao djevojka ispred web kamere. Kasnije ju potraga za nestalom djevojkom Verom Machiado odvodi do posljednjeg radnog mjesta nestale - spiritualne komune na čijem se čelu nalazi njezin otuđeni otac Eliot. Treći policajac, Paul Woodrough (Taylor Kitsch) stavljen je na plaćeni dopust nakon što ga je glumica Lacey Lindel optužila da ju je pokušao zavesti i od nje tražio seksualne usluge kada je odbio progledati joj kroz prste zbog prebrze vožnje. Tijekom posjete svojoj djevojci Emily, Woodrugh potajno uzima Viagru te joj ne odgovara na pitanja zbog čega mu je tijelo prekriveno ožiljcima. Kasnije u noći on vozi svoj motocikl bez prednjih svjetala uz samoubilačke namjere, ali otkriva leš Casperea na klupi uz autocestu. Uskoro mu se na mjestu zločina pridružuju Velcoro i Bezzerides. |                                |                  |                               |                   |
| 2-02 (10) | "Night Finds You"              | Justin Lin       | Nic Pizzolatto                | 28. lipnja 2015.  |
| Pod vodstvom državnih odvjetnika Richarda Geldofa i Katherine Davis, Velcoro i Bezzerides oformljuju specijalnu istragu Caspereovog ubojstva. Saznavši za Caspereovu smrt, Semyon počinje razmišljati kako će se izvući iz financijskih poteškoća budući je otkrio da je novac za posao oko brze željeznice koji je dao Caspereu pronevjeren i izgubljen. Bijesan, on započinje vlastitu istragu o Caspereovoj smrti. Budući da državni istražitelji žele provjeriti glasine o korupciji u Vinciju, oni u istragu uključuju i Woodrugha kao posebnog istražitelja, a čiji je zadatak prikupiti dokaze u zamjenu za poništenje optužbe za seksualno zlostavljanje koje je glumica Lindel podnijela protiv njega. Bezzerides je od strane svojih nadređenih upozorena da je Velcoro korumpiran te da mora pronaći način kako od njega stvoriti doušnika, dok je Velcoru od strane gradonačelnika Vincija Austina Chessanija te svojih naređenih - policijskog upravitelja Hollowaya i poručnika Kevina Burrisa - rečeno da kompletna istraga mora ići tamo gdje ju on usmjeri. Policijska uprava Vincija u specijalni tim također postavlja i četvrtog detektiva Teaguea Dixona. Obdukcija Caspereovog tijela otkriva da je isti mučen te da mu je netko sačmaricom pucao u međunožje prije nego je postavljen na odmaralište uz autoput. Pijani Velcoro zahtijeva vidjeti vlastitog sina, ali mu njegova bivša žena to ne dopušta te mu govori da je zatražila puno skrbništvo nad djetetom te DNK analizu očinstva kako bi se konačno uvidjelo tko je biološki otac djeteta - Velcoro ili silovatelj. Za to vrijeme nakon posjete majci, Woodrough se posvađa s Emily i ostavlja ju. Za vrijeme vožnje s Velcorom i razgovora o slučaju, Bezzerides ga ispituje koliko je korumpiran, ali joj on ne odgovara. U baru Semyon izvještava Velcorea o Caspereovoj drugoj tajnoj kući, a za koju je saznao preko prostitutke. Kada Velcoro uđe u kuću u nadi da će pronaći neke tragove, nepoznata osoba u ptičjoj maski ga upuca. |                                |                  |                               |                   |
| 2-03 (11) | "Maybe Tomorrow"               | Janus Metz       | Nic Pizzolatto                | 5. srpnja 2015.   |
| Velcoro sanja muškarca (za kojeg se kasnije ispostavlja da mu je otac) u baru. On mu govori o viziji Velcoroa dok trči kroz šumu i biva smrtno upucan dok istovremeno Velcoro na svom tijelu vidi rane. Budi se u kući te postaje svjestan da pucnjevi nisu bili smrtonosni, ali otkriva da je hard disk sa snimljenim Caspereovim seksualnim susretima ukraden. Tijekom oporavka Velcoro posjećuje svog oca. Semyona po prvi put u životu započinju mučiti problemi s erekcijom dok ga njegova supruga Jordan pokušava oralno zadovoljiti, a sve za potrebe in vitro oplodnje za koju Semyon smatra da nije prirodna. Bezzerides i Woodrugh istražuju moguću povezanost gradonačelnika Chessanija s Caspereovom smrću i posjećuju ga u njegovoj vili. Tamo upoznaju njegovu opijenu suprugu, kćerku sklonu naglim promjenama raspoloženja te problematičnog sina. Nakon što Chessani sazna da su mu njih dvoje došli u kuću, on od njihovih nadređenih zahtijeva otkaze. U međuvremenu se Semyon nalazi sa svojim starim poslovnim partnerom iz građevinskog biznisa koji mu je već otplatio sve dugove, ali od kojeg zahtijeva još novca u zamjenu za nove usluge. Semyon se nakon toga susreće s Osipom koji nagovještava da se povlači iz posla. Semyonov kolega Blake uskoro dolazi i otkriva da je Stan (još jedan Semyonov kolega) također ubijen. Woodrugh se nalazi sa starim prijateljem iz firme koja se bavi privatnim osiguranjem Black Mountain, Miguelom Gilbom, koji ga podsjeća na njihovu homoseksualnu vezu tijekom rata uslijed čega Woodrugh postaje agresivan i baca Miguela na pod. Kasnije uz pomoć muške prostitutke, Woodrugh uspijeva ući u klub Dannyja Santosa kako bi se pozabavio istragom i nakratko se susreće sa Semyonom. Semyon govori Santosu i ostalim gangsterima da pronađu osobu koja ubija njegove kolege. Semyon i Santos se uskoro potuku nakon što Santos odbije poslušati Semyona govoreći mu da je gotov što se tiče posla. Dojava Caspereove tajnice Laure odvodi detektive Bezzerides i Velcora do filmskog seta gdje otkrivaju da je nekoliko tjedana ranije ukraden autobomil - vjerojatno isti onaj u kojem je Caspere prevezen do odmarališta uz autocestu. Tijekom ispitivanja bivšeg zaposlenika filmske produkcije, a koji je dao otkaz nedugo prije je automobil ukraden, maskirani čovjek puca na auto u kojem je leš prevezen. Detektivi krenu u potjeru, ali im maskirani čovjek uspijeva pobjeći. |                                |                  |                               |                   |
| 2-04 (12) | "Down Will Come"               | Jeremy Podeswa   | Nic Pizzolatto i Scott Lasser | 12. srpnja 2015.  |
| Semyon započinje ponovno graditi svoje carstvo, preuzevši u vlasništvo klub i imanja koje je nekada imao te pregovarajući s gradskim dilerima droge, a sve kako bi pokušao povratiti izgubljeni novac. Bezzerides i Velcoro nastavljaju pratiti Caspereove tragove i dolaze do zemljišta kontaminiranog teškim metalima. Posjeta komuni koju vodi Bezzeridesin otac otkriva da se Chessani, Caspere i Caspereov psihijatar dr. Pitlor godinama nalaze u zajedničkom poslu zbog čega Velcoro priznaje da je državna istraga u Vinciju malo više od iznude. Upozorava Bezzerides da Chessani nije došao na poziciju čisto te da ne bi mogao preživjeti kada ne bi imao moćne prijatelje. Političke snage - pod Chessanijevim utjecajem - uspijevaju Bezzerides suspendirati s posla nakon što je njezin kolega optuži za seksualno zlostavljanje, ali ona i dalje ostaje raditi u istrazi kao poseban član. U međuvremenu se Woodrugh, nakon istrage o prostituciji, budi u Miguelovom stanu s kojim je noć prije spavao. Odbivši razgovarati o tome, Woodrugh odlazi po svoj motocikl koji je ukraden, a kasnije ga ispred kuće opkole novinari uz pitanja o događajima u Iraku. Kasnije se nalazi u zalogajnici sa svojom otuđenom djevojkom koja ga obavještava da je zatrudnila, a uslijed čega ju on očajnički zaprosi. Vrativši se natrag u istragu, on i Dixon slijede trag u zalagaonicu gdje Woodrugh otkriva da je prostitutka imena Irina prodala sat u vlasništvu Casperea. Pod pritiskom rješavanja slučaja od strane policijskog odjela Vincija, Velcoro, Bezzerides i Woodrugh predvode raciju protiv Irininog svodnika, Ledoa Amarille, ali se nađu u zasjedi kada zgrada u kojoj se nalazi laboratorij za proizvodu metamfetamina eksplodira. Dok Amarilla pokušava pobjeći, on svoj džip zabija u gradski autobus, a cijeli događaj odvija se tijekom demonstracija običnih ljudi protiv projekta brze željeznice. On i njegovi kolege otvaraju vatru na prosvjednike i policiju, a tijekom pucnjave Dixon biva ubijen. Velcoro, Bezzerides i Woodrugh uspijevaju ubiti sve kriminalce, ali ostaju šokirani masovnim civilnim i policijskim žrtvama nakon pucnjave. |                                |                  |                               |                   |
| 2-05 (13) | "Other Lives"                  | John Crowley     | Nic Pizzolatto                | 19. srpnja 2015.  |
| Dva mjeseca nakon pucnjave, posebna istraga oko Caspereovog ubojstva je zatvorena, a državni odvjetnik Geldof zadovoljan je rezultatom da je Amarilla odgovoran za sve. Velcoro je u međuvremenu napustio policiju Vincija te radi u privatnom osiguranju za Semyona dok se istovremeno bori za skrbništvo nad svojim sinom sa svojom bivšom suprugom i njezinim sadašnjim mužem; Bezzerides je degradirana u odjel za skupljanje dokaza te mora ići na seminare za seksualno zlostavljanje, premda u slobodno vrijeme nastavlja istragu Verinog nestanka; Woodrugh je promoviran u detektiva te istražuje prevare osiguranja istovremeno se boreći protiv optužbe za seksualno zlostavljanje od strane glumice Lindel. Semyon dolazi do McCandlessa, vlasnika Catalysta - tvrtke u čijem se vlasništvu nalazi zemljište koje država treba otkupiti za projekt brze željeznice - s informacijom da je osoba kojoj je prodao svoj udio umrla pod sumnjivim okolnostima. Ovo, skupa sa saznanjem da je kompanija involvirana u namjerno rušenje cijene zemljišta zagađivanjem teškim metalom omogućuje Semyonu da ucijeni McCandlessa i na taj način se vrati u projekt željeznice. Međutim, McCandless mu govori da se u projekt može vratiti jedino ako uspije doći do hard diska koji je ukraden iz Caspereovog stana u noći kada je Velcoro upucan. Semyon naređuje Velcorou da slijedi Blakea u kojeg je izgubio povjerenje. Velcoro ga uskoro vidi s Tonyjem Chessanijem koji u Pitlorovoj klinici kupe tri djevojke te ih odvode do Semyonovog rivala Osipa. U međuvremenu Bezzerides uspijeva otkriti poveznicu između Vere i skupine plavih dijamanata koje je pronašla u Caspereovom sefu. Ovo natjera Davis da ponovno otvori istragu o Caspereovoj smrti, ali pod izgovorom da žele pronaći Irinu, a uslijed čega Velcoro, Bezzerides i Woodrugh ponovno započnu raditi zajedno. Davis sumnja da se Geldof nalazi u dogovoru s Chessanijem te da novac iz prethodne istrage koriste za Geldofovu kampanju za guvernera. Velcoro u početku ne želi sudjelovati u istrazi, ali ipak na kraju pristaje nakon što mu Davis obeća da može intervenirati da dobije skrbništvo nad svojim sinom. Davis također otkriva Velcoru da je Genin silovatelj uhićen šest tjedana ranije. Nakon što tu informaciju potvrdi s Genom, Velcoro shvaća da mu je godinama ranije Semyon ukazao na krivu osobu te da je to vjerojatno učinio namjerno kako bi ga držao u šaci. Woodrugh se nalazi u istrazi oko dijamanata te otkriva da je detektiv Dixon već istraživao iste, ali je sve informacije držao za sebe u originalnoj istrazi. Ovo Woodrugha i Bezzerides dovodi do zaključka da je policija Vincija koristila Dixona kako bi manipulirala istragom. Velcoro se vraća u Pitlorovu kliniku gdje pretuče Pitlora kako bi došao do informacija i saznaje da su Caspere i Chessani zajedno surađivali s moćnim ljudima i prostitutkama na tajnim zabavama. Kasnije su koristiti fotografije sa zabava kako bi ucjenjivali ljude poput McCandlessa. Bezzerides prilazi Atheni kako bi dobila pozivnicu za jednu od nadolazećih zabava prije nego ona i Woodrugh, zahvaljujući jednom od tragova njezinog bivšeg partnera, povežu nestalu djevojku Veru s napuštenom kućom u Guernevilleu. Duboko u šumi iza kuće otkrivaju krvlju natopljenu kolibu u kojoj se nalazi stolica za mučenje. Dok se Semyon i Jordan pomiruju nakon svađe koju su imali u vezi Jordanine nemogućnosti da zatrudni, Velcoro ih posjećuje i govori Semyonu da moraju razgovarati. |                                |                  |                               |                   |
| 2-06 (14) | "Church in Ruins"              | Miguel Sapochnik | Nic Pizzolatto i Scott Lasser | 26. srpnja 2015.  |
| Velcoro i Semyon razgovaraju o dojavi koja je Velcorora odvela do silovatelja njegove bivše žene, dok istovremeno obojica drže pištolje ispod stola. Semyon se zakune Velcorou da je u tom trenutku mislio da je informacija točna. Zadovoljan činjenicom što ga Semyon namjerno nije odveo na krivi trag, Velcoro odlazi u zatvor suočiti se sa stvarnim ženinim silovateljem uz obećanje da će ga ubiti. Nakon što posjeti sina, Velcoro se napije i nadrogira prije nego nazove bivšu ženu i kaže joj da će odustati od borbe za skrbništvo ako mu ona obeća da nikad neće saznati tko je pravi otac djeteta. Za to vrijeme Semyon odlazi do Stanove supruge i njihovog malog sina kako bi saznao informaciju o njegovoj smrti, a u razgovoru mu Stanova supruga otkrije Blakeovo ime. U međuvremenu, Woodrugh nastavlja s istragom nestalih dijamanata te otkriva da su isti bili dijelom dvostrukog ubojstva i pljačke tijekom nereda u Los Angelesu 1992. godine, a uslijed čega je dvoje djece izgubilo svoje roditelje te se svaki trag dijamanata izgubio. Semyon započinje potragu za Irinom i dogovara s meksičkim kartelom da mu dopusti vidjeti ju u zamjenu za to da oni svoju drogu mogu prodavati u njegovim klubovima. Irina zove Semyona na telefon i otkriva da mu je stvari iz Caspereove kuće dao policajac. Semyon se dogovori sastati s njom kako bi identificirala čovjeka s fotografije, ali ju na mjestu sastanka pronalazi mrtvu - ubili su je Meksikanci zbog toga što je radila s policijom. Brojčano nadjačan i bez oružja, Semyon je prisiljen pristati na dogovor s Meksikancima. Bezzerides odlazi na tajni zadatak pretvaravši se da je Athena i infiltrira se u jednu od tajnih elitnih zabava u Montereyju. Bez telefona i oružja, prisiljena je osloniti se na pomoć Woodrugha i Velcora. Na zabavi je prisiljena uzeti drogu, a njezini pokušaji istrage zabave prekidaju muški gosti (Geldof, Holloway i Tony Chessani, među ostalima) i halucinacije čudnog muškarca iz njezinog djetinjstva što implicira da je bila seksualno zlostavljana. U međuvremenu se Woodrugh i Velcoro uspijevaju prikrasti u kuću i svjedoče sastanku između McCandlessa i Osipa tijekom kojeg McCandless priznaje da je Osipova financijska investicija u projekt brze željeznice bila puno bogatija od Semyonove. Woodrugh krade ugovore iz McCandlessovog ureda. Za to vrijeme Bezzerides ugleda Veru na zabavi i pokuša s njom pobjeći, ali je u procesu prisiljena ubiti jednog od zaštitara. Nju i Veru pronađe Woodrugh koji ih skupa s Velcorom odvodi do automobila. Dok njih četvero bježe, Woodrugh prelazi po ukradenim dokumentima i shvati ozbiljnost i veličinu kompletnog slučaja u koji su umiješani. |                                |                  |                               |                   |
| 2-07 (15) | "Black Maps and Motel Rooms"   | Daniel Attias    | Nic Pizzolatto                | 2. kolovoza 2015. |
| Detektivi se odluče regrupirati nakon zabave kako bi Veri i Bezzerides omogućili da se oporave od droga koje su uzele, dok istovremeno Velcoro i Woodrugh prelaze dokumente koji povezuju tvrtku Catalyst, McCandlessa i Osipa. Sljedećeg jutra, Woodrugh i Bezzerides premještaju svoje obitelji na sigurno dok Velcoro o cijeloj stvari izvještava Semyona. Velcoro prilazi Davis sa svim dokazima, ali ju pronađe mrtvu u njezinom automobilu. Woodrugh otkriva da je za Bezzerides raspisana tjeralica zbog ubojstva zaštitara na zabavi, a Velcoro biva proglašen glavnim osumnjičenim za ubojstvo Davis. Uskoro Woodrugha kontaktira nepoznata osoba ucjenjujući ga za fotografije iz noći koju je proveo s Gilbom. Uz informacije koje su dobili od Semyona, Vere i iz policije, troje detektiva izlažu teoriju o Caspereovoj smrti: grupa korumpiranih policajaca - Holloway, Burris, Dixon i Caspere - iskoristila je nerede u Los Angelesu 1992. godine kako bi ukrala dijamante, a pomoću kojih su kupili Vincijeve moćnike; međutim, Laura, jedno od djece čiji su roditelji ubijeni u pljački, uspjela im je ući u trag i nakon što je neko vrijeme radila kao Caspereova tajnica, ubila ga je. Sve od njihovog otkrivanja dijamanata pa do pucnjave s Ledom Amarillom bila je manipulacija od strane policije Vincija, a sve kako bi se sakrila njihova involviranost u originalnom zločinu iz 1992. U međuvremenu Semyon se susreće s Blakeom u vezi njegove uloge u Osipovoj organizaciji; Blake mu priznaje da Osip pokušava Semyona izbaciti iz posla uz pomoć Chessanijevog sina Tonyja, a kojeg će Osip postaviti kao gradonačelnika Vincija. Blake mu nadalje priznaje da je ubio Stana te iscenirao ubojstvo da liči na Caspereovu smrt. Semyon ga nakon toga ubija te sređuje Jordan da napusti grad. Kada mu u posjet dođe Osip, Semyon pristaje biti menadžer Osipovih klubova. Međutim, nakon što je saznao za novac (od Blakea, prije nego ga je ubio) kojeg Osip planira prebaciti Tonyju Chessaniju (12 milijuna dolara), Semyon uzima sve svoje financijske rezerve i pali sva imanja kako bi naštetio Osipovom poslu. Suočeni s činjenicom koliko su zaista moćni njihovi neprijatelji, Velcoro i Bezzerides provedu noć zajedno. U međuvremenu, Woodrugh je namamljen na sastanak sa svojim ucjenjivačem, Hollowayom, koji od njega zahtijeva dokumente ukradene sa zabave. Woodrugh uspijeva pobjeći te dođe do pucnjave u kojoj Paul ubija sve pripadnike privatnog osiguranja Hollowaya (u ime McCandlessa), ali ga na izlasku iz zgrade dva puta u leđa upuca poručnik Burris i ubija. |                                |                  |                               |                   |
| 2-08 (16) | "Omega Station"                | John Crowley     | Nic Pizzolatto                | 9. kolovoza 2015. |
| Nakon noći koju su proveli zajedno, Velcoro i Bezzerides jedno drugom se povjeravaju u vezi svojih trauma iz prošlosti. Semyon uspijeva nagovoriti Jordan da napusti zemlju i ode u Venezuelu skupa s njegovim kolegom Nailsom, a gdje će se njih dvoje ponovno sastati za dva tjedna. Nakon toga on odlazi u Chessanijevu vilu gdje gradonačelnika pronalazi mrtvog. U međuvremenu, Velcoro i Bezzerides saznaju za Woodrughovu smrt i odlučuju završiti sa slučajem. Otkrivaju da su Laura, Caspereova tajnica, i Lenny, fotograf s filmskog seta na kojem je ukraden automobil, djeca koja su ostala bez roditelja u pljački 1992. godine. Kada posjete Lennyja u njegovoj kući, tamo pronalaze Lauru vezanu lisicama te ptičju masku nakon koje shvaćaju da je Lenny bio taj koji je pucao u Velcora u Caspereovoj tajnoj kući te da je on ujedno i ubio Casperea. Laura to i potvrđuje te otkriva da Lenny namjerava ubiti Hollowaya tijekom njihovog zajedničkog susreta na javnom mjestu na željezničkoj postaji u Anaheimu. Bezzerides stavlja Lauru na autobus za Seattle dok Velcoro presreće Lennyja na željezničkoj stanici i uvjerava ga da zajedno uhvate Hollowaya. Velcoro zauzima Lennyjevo mjesto i ulazi u razgovor s Hollowayom u vezi krađe plavih dijamanata dok Lenny sjedi iza njih. Holloway otkriva da je Caspere zapravo nezakoniti otac Laure te da je njihova majka bila trudna s drugim Caspereovim djetetom u vrijeme njezinog ubojstva. Ovo saznanje odvodi Lennyja preko ruba i on napada Hollowaya nakon čega slijedi pucnjava između Velcora, Bezzerides, Burrisa i Lennyja. Holloway uspijeva ubiti Lennyja prije nego obojicu upucaju policajci uslijed cijele konfuzije. Velcoro i Bezzerides se sastaju sa Semyonom u tajnom bunkeru u baru Black Rose gdje Velcoro uvjeri Bezzerides da ode u Venezuelu dok on i Semyon planiraju osvetnički napad na Osipa. U tajnoj kolibi u šumi, njih dvojica uspijevaju ubiti sve kriminalce predvođene McCandlessom i Osipom. Međutim na putu natrag obojica se nađu u zasjedi - Semyona hvataju i u pustinju odvode članovi kartela koji su investirali u klubove koji su izgorili, dok Velcoro čini grešku i posjećuje sina u školi u Laurel Canyonu, a gdje ga opazi policija Vincija i koja mu na automobil stavlja uređaj za praćenje kojeg se Velcoro ne može riješiti. U tom trenutku Velcoro shvaća da je njegova sudbina zapečaćena. Za to vrijeme Semyon surađuje s članovima kartela i daje im svu gotovinu koju ima kod sebe, ali jednom od muškaraca odbija dati svoj sako budući se u njemu nalaze dijamanti - njegovo posljednje vlasništvo. U tom trenutku Semyon biva uboden nožem te se prilikom pokušaja povratka u civilizaciju ruši usred pustinje, mrtav. Velcora još uvijek slijedi policija Vincija te se on u telefonskom pozivu upućenom Bezzerides od nje i oprašta te odvozi u šumu. Velcoro prihvaća vlastitu sudbinu, suočivši se s Burrisom i njegovim timom plaćenika koji ga uskoro ubiju. U epilogu druge sezone saznajemo da je Tony Chessani postao novi gradonačelnik Vincija, Geldof je izabrani guverner, gradnja brze željeznice ide po planu, Velcoro se smatra ubojicom policajca, Gena saznaje da je Velcoro biološki otac njihovog sina Chada, a novo sagrađena autocesta dobiva ime po Paulu Woodrughu dok je njegova djevojka u međuvremenu rodila njihovo dijete. U Venezueli otkrivamo da je Bezzerides rodila Velcorovog drugog sina te da živi skupa s Jordan Semyon. Sastaje se s novinarom kojeg je Velcoro napao u prvoj epizodi te mu daje sve inkriminirajuće dokaze, uključujući i sve dokumente iz Caspereovog slučaja, a kako bi ovaj započeo istragu o korupciji u Vinciju. Ubrzo nakon toga ona, Jordan i Nails nestaju u gomili. |                                |                  |                               |                   |

## Proizvodnja
U siječnju 2014. godine Pizzolatto je potpisao dvogodišnji ugovor za produženje prikazivanja serije s HBO-om čime je sama serija obnovljena za dodatne dvije sezone. Kao i prethodna sezona, ova se također sastoji od osam epizoda čiji je scenarist Pizzolatto. Međutim, za razliku od prve sezone, režija epizoda u drugoj sezoni povjerena je različitim ljudima; Justin Lin režirao je prve dvije epizode, a u srpnju 2014. godine William Friedkin se razmatrao za režiju kasnijih. Fukunaga, redatelj svih epizoda prve sezone, u drugoj se sezoni nije vratio kao režiser, već kao izvršni producent skupa s McConaugheyjem i Harrelsonom. Pizzolatto je u scenaristički projekt doveo književnika Scotta Lassera koji mu je pomogao napisati razvoj priče drugog dijela druge sezone.

### Ekipa serije
Zbog velikoga uspjeha prve sezone serije te najave druge u medijima su se pojavljivali napisi o novoj glumačkoj postavi. U jednome trenutku spominjana su imena poput Cate Blanchett, Josha Brolina, Joaquina Phoenixa, Garretta Hedlunda, Michaela Fassbendera, Jessice Chastain, Christiana Balea, Elisabeth Moss i Brada Pitta. Prvo veće glumačko ime koje je službeno potvrđeno bilo je ono Colina Farrella kao Raya Velcoroa, a koje je objavljeno u rujnu 2014. godine u razgovoru sa Sunday Worldom. Krajem mjeseca potvrđeno je i ime Vincea Vaughna u ulozi Franka Semyona. Do studenog mjeseca glavnoj glumačkoj postavi pridružili su se Rachel McAdams, Taylor Kitsch i Kelly Reilly.

### Snimanje
Kao mjesto radnje druge sezone izabrana je Kalifornija. Producentima je bilo natuknuto izbjegavanje snimanja u samomu gradu pa su se usredotočili na rubna područja te države kako bi „uhvatili određenu ambijentalnu psiho-sferu”. Proizvodnja druge sezone započela je u studenome 2014. godine.

### Glazba
T Bone Burnett u drugoj se sezoni vratio kao glavni skladatelj, a sama glazba puno je više elektronička od prethodne. Burnett je istaknuo da je drugo mjesto radnje (Kalifornija umjesto Louisiane) utjecalo na način pisanja glazbe. Pjesma „Nevermind” (Zanemari) autora Leonarda Cohena korištena je u uvodnoj špici svake epizode. Sama pjesma uzeta je s Cohenova albuma Popular Problems objavljena 2014. godine. Riječi pjesme u svakoj epizodi su drukčije, uzete iz različitih kitica Cohenove pjesme. Kroz cijelu sezonu korištena je glazba autorice Lere Lynn, a pjesma „The Only Thing Worth Fighting For” koju je ona skladala skupa s Burnettom i Rosanne Cash upotrijebljena je u službenoj najavi za drugu sezonu. Lynn je surađivala s Burnettom na stvaranju nekoliko izvornih pjesama za samu seriju uz naputke Nica Pizzolatta o riječima i sadržaju pjesama. Lynn je također i odglumila pjevačicu u baru u drugoj sezoni u kojem je otpjevala nekoliko svojih pjesama, uključujući i „My Least Favorite Life” koju je napisala Cash.

## Teme i utjecaji
Kao i u prvoj sezoni, i u drugoj je jedna od središnjih tema muškost. Todd VanDerWerff s Mrežne stranice Vox istaknuo je: „...iznad svega drugoga, serija Pravi detektiv želi istražiti ulogu muškarca u društvu”. Isti autor nastavlja: „Ipak, ako uzmemo u obzir da je prva sezona već istražila tu temu, druga sezona je otišla još dalje u svojoj opsesiji i to do te mjere da je lik Ani kojeg tumači Rachel McAdams uvelike određen njezinim odbijanjem puno otvorenije i tradicionalnije 'feminističke' New Age filozofije njezina oca te prigrljivanjem otežalog, tradicijskog "muškastog" života emotivno zatvorena policijskoga službenika”. VanDerWerff također nadodaje da se sve troje glavnih muških likova u drugoj sezoni serije bori s problemima vlastite muškosti: „Ray se čini izmučenim zbog toga što mora živjeti u ovome svijetu s kojim ne dijeli nikakve ideale; Frank pokušava utabati plemenit, muški put na način da svoj mračan i prljav posao ozakoni; Paul uglavnom slijedi tipičnu priču muškarca koji ne može samom sebi priznati da je homoseksualac i na sve načine pokušava zatomiti vlastite porive”.

## Priznanja

### Kritike
Druga sezona serije Pravi detektiv dobila je pomiješane kritike. Hvaljene se glumačke izvedbe Farrella, McAdams i Kitscha, fotografija i akcijske sekvence. Međutim, mnogi kritičari smatrali su da je sama sezona dosta slabija od prethodne. Negativne kritike uglavnom su se usredotočile na previše uvijen zaplet i dijaloge. Na mrežnoj stranici Rotten Tomates sezona je dobila 64% pozitivnih ocjena temeljenih na 72 zaprimljena teksta uz prosječnu ocjenu 6,6/10. Zajedničko mišljenje kritičara te stranice glasi: Druga sezona 'Pravog detektiva' sasvim lijepo stoji kao samostalna policijska drama, u kojoj nekoliko nezaboravnih trenutaka i rezonantnih odnosa nadilaze predvidljive zaplete. Na drugoj internetskoj stranici, Metacritic, druga sezona ima prosječnu ocjenu 61/100 temeljenu na 41 zaprimljenom tekstu.
David Hinckley iz New York Dailyja dao je drugoj sezoni pozitivnu ocjenu i napisao: Još uvijek je to serija koja gledatelje tjera na fraze kao što su 'zlatno doba televizijske drame' te nadodao da se druga sezona 'Pravog detektiva' uistinu razlikuje od svoje prethodnice što je dobra stvar. Hank Stuever iz Washington Posta također je dao uglavnom pozitivnu kritiku drugoj sezoni, nahvalivši glumačke izvedbe i nadodao: Još uvijek postoji nešto jezivo i uzbudljivo u 'Pravom detektivu', ali također i očaravajuće - nesavršena je to sezona, ali svejedno dobro snimljena.
Brian Lowry iz Varietyja dao je drugoj sezoni pomiješanu kritiku: Premda uglavnom gledljiva, ovdje se čini da je inspiracija koja je prvu sezonu učinila opsesijom za gledatelje lagano nestala iz proze Nica Pizzolatta.
Sean T. Collins iz Rollin Stonea drugoj je sezoni dao negativnu ocjenu i opisao ju kao seriju koju je najlakše mrziti ove godine i nadodao da se radi o protraćenoj prilici Nica Pizzolatta.
Mnogi ugledni mediji poput Varietyja, New York Posta, Newsdaya i TV Guidea proglasili su drugu sezonu jednim od najgorih televizijskih programa 2015. godine.

### Nagrade
Na 6. dodjeli nagrade televizijskih kritičara, Rachel McAdams zaradila je nominaciju u kategoriji najbolje glumice u TV-filmu ili mini-seriji.

## Izdanja za kućni kino
Dana 5. siječnja 2016. godine na Blu-rayu i DVD-u izdana je cjelokupna druga sezona serije Pravi detektiv. Uz svih osam epizoda, na oba izdanja nalaze se i posebni dodatci koji uključuju priloge o snimanju scene Masakra u Vinciju, razgovore s glumačkom postavom i ekipom iza kamere, audio komentare epizode Down Will Come Nica Pizzolatta, Colina Farrella, Vincea Vaughna, Taylora Kitscha i Rachel McAdams te audio komentare epizode Omega Station Nica Pizzolatta, Scotta Stephensa, Colina Farella i Vincea Vaughna.

## Vanjske poveznice
- Pravi detektiv na Internet Movie Databaseu